# Tommy Eboli
 (janvier 2017).
Si vous disposez d'ouvrages ou d'articles de référence ou si vous connaissez des sites web de qualité traitant du thème abordé ici, merci de compléter l'article en donnant les références utiles à sa vérifiabilité et en les liant à la section « Notes et références ».
Thomas Ryan Eboli, surnommé Tommy Eboli, né Tommaso Eboli le 13 juin 1911 à Scisciano (Italie) et mort le 16 juillet 1972 à Brooklyn (États-Unis), est un mafieux américain d'origine italienne.

## Biographie
Il est l'acting boss de la Famille Genovese de 1962 à 1969. En conflit avec le parrain de la Famille Gambino, Carlo Gambino, il est assassiné par Carmine Persico.